# 강동고등학교 (울산)
강동고등학교(江東高等學校)는 대한민국 울산광역시 북구 산하동에 있는 공립 고등학교이다.

## 학교 연혁
- 2019년 12월 12일 : 울산시립학교 설치 조례 공포
- 2020년 3월 1일 : 강동고등학교 개교
- 2020년 3월 1일 : 제1대 신윤철 교장 부임
- 2020년 3월 1일 : 교과교실제 자율학교 지정(~2024.02.29.)
- 2020년 4월 16일 : 제1회 온라인 입학식(신입생 41명)
- 2021년 3월 1일 : 울산형 혁신학교 서로나눔학교 지정(~2025.02.28.)
- 2023년 1월 2일 : 제1회 졸업식(졸업생 41명)
- 2024년 3월 1일 : 서로나눔학교 자율학교 지정(~2025.02.28.)
- 2024년 3월 1일 : 제2대 심창경 교장 부임
- 2025년 1월 7일 : 제3회 졸업식(졸업 79명, 누적 188명)
- 2025년 3월 1일 : 교육활동중심 업무혁신 서로나눔학교 지정(~2029.02.28. 4년간)
- 2025년 3월 4일 : 제6회 입학식(입학생 114명)

## 참고 자료
- 강동고등학교 - 한국교육학술정보원 학교알리미